# Wohn- und Wirtschaftsgebäude Borwede 1
Das Wohn- und Wirtschaftsgebäude Borwede 1 in Twistringen, Ortsteil Heiligenloh, Dorf Borwede, 4,5 Kilometer südlich vom Kernort, wurde wohl im 19. Jahrhundert gebaut.
Das Gebäude steht unter Denkmalschutz (Siehe auch Liste der Baudenkmale in Twistringen).

## Beschreibung
Das eingeschossige Hallenhaus in Fachwerk mit Steinausfachungen und dem reetgedeckten Krüppelwalmdach mit zwei Schleppgauben über dem Wohnteil, dem Niedersachsengiebel mit Uhlenloch und den niedersächsischen Pferdeköpfen wurde vermutlich im 19. Jahrhundert gebaut.
Auf dem Areal stehen vier weitere Nebengebäude.